# Muschetă

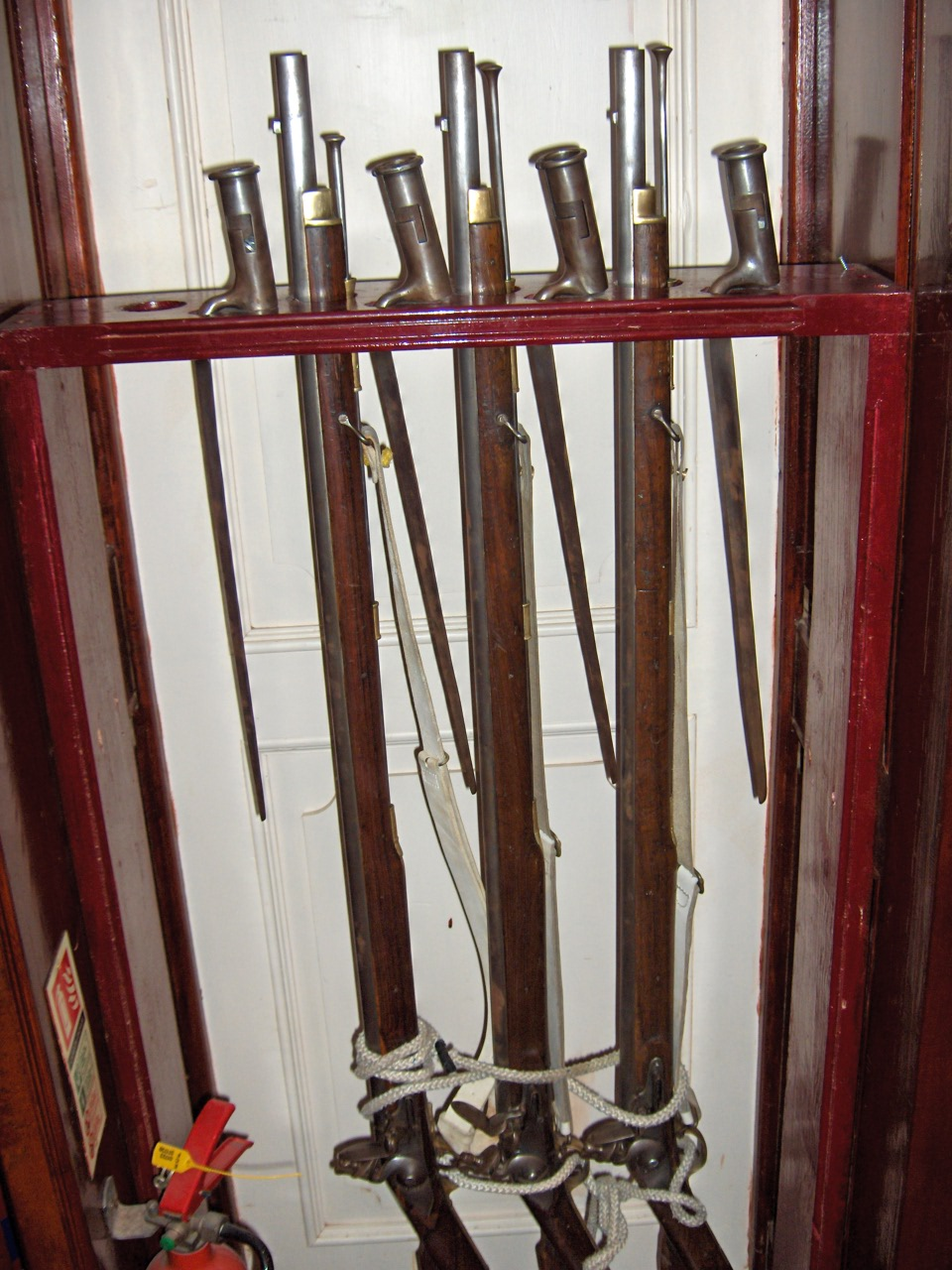
Muschete şi baionete la bordul fregatei Grand Turk

Muscheta este o armă de foc cu țeavă lisă și încărcare pe la gura țevii, cu calibre cuprinse între 0,50 și 0,80 inch (12,7 la 20,32 mm). Primele muschete au apărut la sfârșitul Evului Mediu și au fost folosite până pe la jumătatea secolului XIX. Soldații care purtau o asemenea armă se numeau muschetari.
Gloanțele erau de formă sferică și, împreună cu praful de pușcă, erau înfășurate într-un cartuș de hârtie.
Pentru aprinderea prafului de pușcă erau folosite fitile.
După inventarea capselor cu percuție în 1807, muschetele au fost dotate cu acest sistem de aprindere, care avea multe avantaje față de cel precedent în care se folosea un fitil.
Un muschetar experimentat putea trage de aprox. 4 ori pe minut, iar unul obișnuit cam de 3 ori.
Muschetele se încărcau greu și erau imprecise, așa că soldații se așezau în formații de 2-3 rânduri: primul rând trăgea, iar apoi muschetarii se lăsau în genunchi pentru a reîncărca, iar cel de-al doilea rând trăgea.
Datorită impreciziei, soldații dintr-o linie de tragere nu încercau să nimerească ceva anume, ci trăgeau drept înainte.
Muschetarii erau bine instruiți să meargă în formație și să asculte necondiționat ordinele conducătorului unei asemenea formații.